# Mian Channu
Mian Channu es una localidad de Pakistán, en la provincia de Punyab.

## Demografía
Según estimación 2010 contaba con 84.530 habitantes.